# 米列罗沃区
米列罗沃区（羅馬化：Millerovskiy rayon）是俄罗斯罗斯托夫州的区，行政中心为米列罗沃，面积3,236.76平方（1,249.72平方英里）。该区2021年人口有61310人；2010年人口68360人；2002年人口36591人。